# Sporting Central Academy
El Sporting Central Academy es un club de fútbol jamaicano, que juega en la máxima división del país, la Liga Premier Nacional de Jamaica.

## Estadio
Anteriormente su estadio era el BranCourt Sports Ground, pero lo cambiaron al Juici Patties Park en la temporada 2013/2014.

## Jugadores

### Jugadores destacados en su historia
- Lesly St. Fleur
- Ricardo Cousins
- Shaun Francis
- Je-Vaughn Watson